# Reformuniversität
Jako Reformuniversität (pol. uniwersytet zreformowany) określa się te uniwersytety, które próbują różne dyscypliny naukowe połączyć ze sobą, na przykład nauki humanistyczne z socjologicznymi. W większości uniwersytety takie powstały w latach 1960 i 1970. Optycznym wizerunkiem takiego połączenia często jest kampus.

## Historia
Już pod koniec 17 i w 18 wieku określano nowo powstałe uniwersytety (np. w Halle i Getyndze) jako Reformuniversität, aby je odróżnić od tych z tradycyjnym modelem nauczania.

## Dzisiejsze przykłady
- Uniwersytet w Bielefeldzie został założony przez socjologa Helmuta Schelsky’ego jako Reformuniversität, aby umożliwić prace interdyscyplinarne. W architekturze daje temu wyraz ścisłe połączenie poszczególnych wydziałów poprzez to, że centralna hala łączy przestrzennie wszystkie wydziały.
- W 1966 roku założono uniwersytet w Konstancji jako Reformuniversität. Zrezygnowano z tworzenia instytutów, a na to miejsce powstały mniejsze wydziały, aby rozwijać naukę na podstawie badań. Aby lepiej pokonać ograniczenie wydziałów została przyjęta koncepcja kampusu z krajów anglosaskich i między innymi stołówka i biblioteka zostały scentralizowane. Do projektu reformy należy także przeniesienie większej części nauczania z wykładów na seminaria lub towarzyszące im ćwiczenia w małych grupach i stąd wynikająca koncepcja towarzyszących studiom badaniom.
- Uniwersytet w Erfurcie jest humanistyczną uczelnią o profilu społeczno-kulturalnym i naukowym i również określany jest jako Reformuniversität.[1]
- Także uniwersytet w Dortmundzie określa się jako Reformuniversität, który powstał w wyniku reformy edukacji pod koniec lat 60.
- Uniwersytet Humboldtów w Berlinie również określa się jako Reformuniversität, odnosząc się do jego założyciela, Wilhelma von Humboldta, który próbował przekazać humanistyczne wykształcenia studiującym poprzez jedność nauczania i badań naukowych.